# Hippocrepis biflora
Hippocrepis biflora é uma espécie de planta com flor pertencente à família Fabaceae. 
A autoridade científica da espécie é Spreng., tendo sido publicada em Plantarum Minus Cognitarum Pugillus 2: 73. 1815.

## Portugal
Trata-se de uma espécie presente no território português, nomeadamente em Portugal Continental.
Em termos de naturalidade é nativa da região atrás indicada.

## Protecção
Não se encontra protegida por legislação portuguesa ou da Comunidade Europeia.